# Wollershausen
Wollershausen − miejscowość i gmina w Niemczech, w kraju związkowym Dolna Saksonia, w powiecie Getynga, wchodzi w skład gminy zbiorowej Gieboldehausen.